# Fédération argentine de basket-ball
La Fédération argentine de basket-ball, (CABB) (Confederación Argentina de Básquetbol) est une association, fondée en 1929, chargée d'organiser, de diriger et de développer le basket-ball en Argentine.
La CABB représente le basket-ball auprès des pouvoirs publics ainsi qu'auprès des organismes sportifs nationaux et internationaux et, à ce titre, l'Argentine dans les compétitions internationales. Elle défend également les intérêts moraux et matériels du basket-ball argentin. Elle est affiliée à la FIBA depuis 1932, ainsi qu'à la FIBA Amériques depuis 1975.
La CABB organise également le championnat national.